# Алберта (област)
Алберта (област) (енгл. District of Alberta) је био један од четири округа северозападних територија створених 1882. године. Назван је „привременим округом Алберта” како би се разликовао од округа Киватин који је имао аутономнији однос од администрације Северозападних територија. Данашња провинција Алберта обухвата округ Алберта и делове округа Атабаска, Асинибоја и Саскачеван. Алберта је постала провинција 1905. године.
Границе округа су биле:
- На југу, међународна граница, 49° север.
- На истоку, линија између 10. и 11. креће се западно од четвртог меридијана „Доминион Ленд Сурвеј”. Ова линија, сада означена као Рејнџ род 110, има џогове на свакој линији корекције.
- На северу, 18. линија корекције, отприлике 55° паралела северно, сада означена као Тауншип род 710.
- На западу, граница Британске Колумбије: висинска област дренаже Тихог океана и 120. меридијан западно.